# România Jună
Societatea Academică Literară "România Jună" din Viena a fost una dintre cele mai importante organizații ale studenților români din capitala Cisleithaniei.
Almanahul Societății Academice Social-Literare „România Jună”, este un periodic literar care a văzut lumina tiparului la Viena în anii 1883 și 1888 de Societatea academică social-literară „România jună” a studenților juni. Principalul finanțator al asociației a fost industriașul vienez de origine aromână Nicolae Dumba.
Când Mihai Eminescu a ajuns la Viena, a constat că studenții români aveau două societăți academice, „România” și „Societatea literară” la care s-a înscris imediat. Văzând că mulți dintre tinerii români aflați la Viena nu fac parte din nici una din cele două societăți, a reușit, împreună cu Slavici să contopească cele două societăți studențești românești, formând o singură societate, „România Jună”, constituită la 20 martie 1871. Președinte al societății a fost ales Ioan Slavici, iar bibliotecar, poetul Mihai Eminescu (20 martie/1 aprilie). 
În primul volum al almanahului se publică și poezia Luceafărul de M. Eminescu, iar în cel de-al doilea volum i se tipăresc poeziile De ce nu-mi vii... și Kamadeva.
Între membrii de seamă ai României June s-au numărat Titu Maiorescu, Virgil Onițiu, Vasile Goldiș, Iuliu Moisil ș.a.
Primind o bursă, Ciprian Porumbescu și-a continuat studiile la „Konservatorium fur Musik” din Viena (1879 – 1881), ocazie cu care a dirijat corul Societății Studențești „România Jună”. În perioada 1885-1888, Tudor de Flondor a fost director de cor și dirijor al societății „România Jună”, la a cărei aniversare a participat orchestra lui Johann Strauss.
Publicistul Iuliu Moisil își amintește în scrierile sale: 
Dar o altă datorie a studentului român, devenit acum „vienez”, era a te prezenta la societatea academică social-literară România Jună, înființată încă în anul 1871 (există și azi), pentru a te înscrie ca membru. Aici conveneam cu alți tineri veniți din Ungaria, Ardeal, Banat, Crișana, Maramureș, Bucovina, Basarabia, România. Crescuți unii prin școli germane (Bucovina), alții în școli maghiare (Ungaria, Maramureș etc.), vorbeau românește cu diverse accente, cu greutate sau ușurință. Un amestec de jargoane, de provincialisme și obiceiuri. La România Jună tinerii conveneau în fiecare seară, se citea, se discuta, se schimbau idei și se simțeau mulțumiți. Încetul cu încetul băieții se cunoșteau mai bine, mai intim, discuțiile deveneau uneori mai violente, mai ales că pe acele vremuri se dădeau lupte între etimologism și fonetism, după școlile secundare pe care tinerii le-au urmat. Fiecare își apăra școala lui. De aici satira, sarcasmul și zeflemelele își luau locul între brașoveni și blăjeni, între năsăudeni și bucovineni. Vorbele și graiurile se satirizau și încetul cu încetul cu toții începeau a vorbi o limbă românească mai omogenă și mai frumoasă.

## Publicații
- Almanachulu Societății Academice Socialu-Literare - "România Jună", publicat la Viena în 1883 (volumul 1, cu 210 pagini) și 1888 (volumul 2, cu 253 de pagini), de editura societății "România Jună". Volumul 1 al almanahului conține și prima publicare a poemului "Luceafărul", de Mihai Eminescu.[9]

## Observație
A existat și un cotidian cu titlul „România Jună”, care a apărut timp de aproape un an, în perioada 2 decembrie 1899 – 9 octombrie 1900, editat de Institutul de Arte Grafice și Editura Minerva. Acesta nu a avut nicio legătură cu Societatea Academică Literară "România Jună" din Viena.